# ایگو لایکنس
ایگو لایکنس (به انگلیسی: Ego Likeness) گروهٔ موسیقی دارک‌ویو/اینداستریال راک از بالتیمور، مریلند می‌باشد که در سال ۱۹۹۹ توسط هنرمند استیون آرچر و نویسنده دونا لیچ به‌وجود آمد.